# Otto Scharf (Ingenieur, 1875)

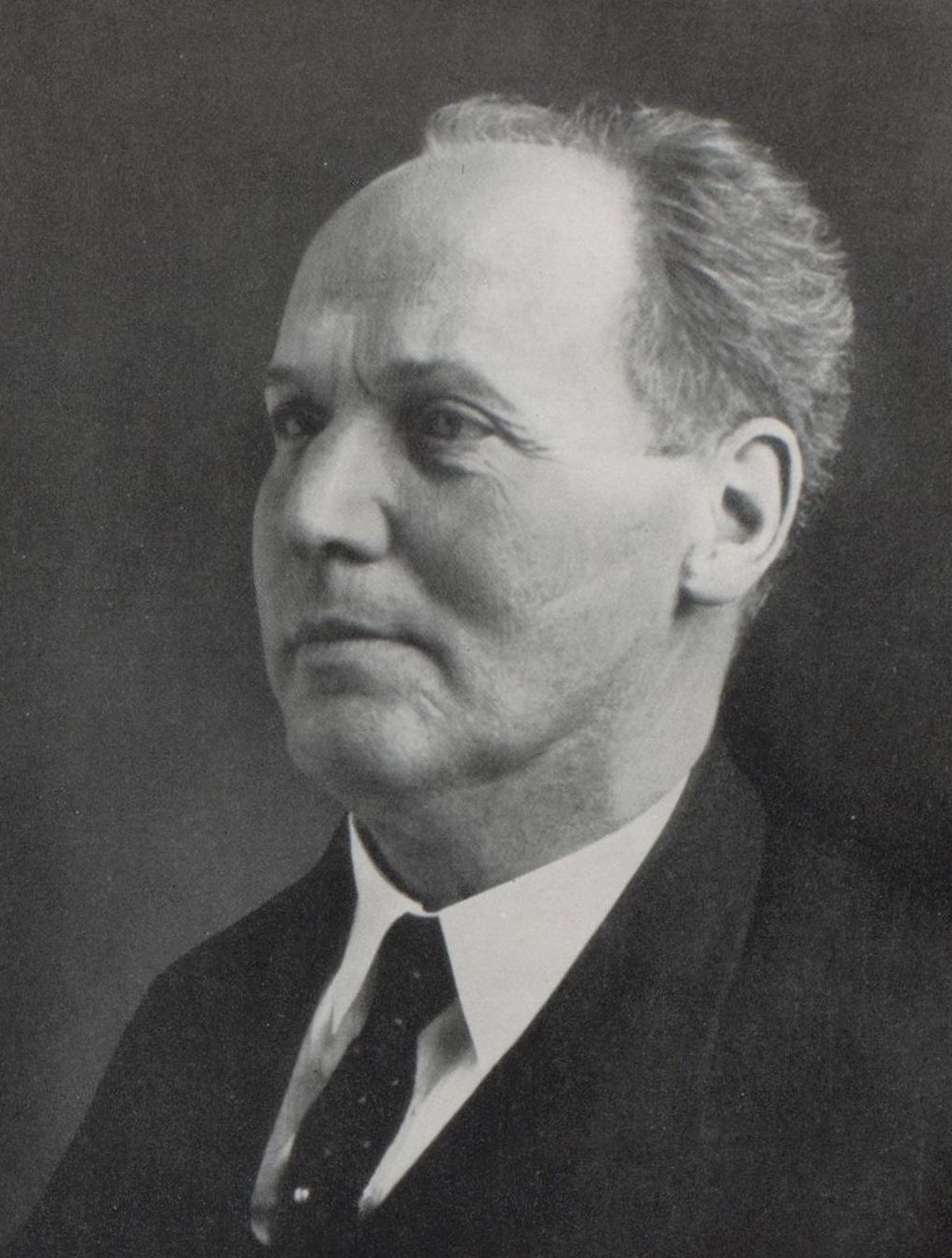
Otto Scharf, um 1933

Otto Scharf (* 27. November 1875 in Klostermansfeld; † 6. Dezember 1942 in Halle) war ein deutscher Bergbauingenieur, Bergwerksdirektor und Industriemanager.

## Leben
Otto Scharf war der Sohn von Hermann Karl Otto Scharf und dessen Ehefrau, der Tochter eines Gutsbesitzers aus Klostermansfeld. Der Bergingenieur Otto Eduard Scharf war Scharfs Onkel.
Scharf studierte an der Bergakademie Clausthal und gehörte seit 1894 der Burschenschaft Schlägel und Eisen Clausthal an.
Er wurde 1927 Vorstandsvorsitzender der A. Riebeck’schen Montanwerke und übernahm damit die Leitung sämtlicher IG-Bergwerke. Am 11. Oktober 1929 wurde er Vorsitzender des Verwaltungsrates des Ölschiefer-Tagebaus Gewerkschaft Messel. 1934 wurde er Vorstandsmitglied der I.G. Farben.
Während der Zeit des Nationalsozialismus wurde Otto Scharf zum Wehrwirtschaftsführer ernannt. Dies war ein Ehrentitel, der im Rahmen der Auszeichnungen der NSDAP an die Leiter rüstungswichtiger Betriebe vergeben wurde. Im Jahr 1936 wurde Otto Scharf in der Sektion Geologie und Paläontologie als Mitglied in die Deutsche Akademie der Naturforscher Leopoldina aufgenommen.